# Клєцова Іванна Андріївна
Іва́нна Андрі́ївна Клєцова (нар. 5 лютого 2007 року, у м. Суми) — ведуча першого сезону дитячого шоу на 8 каналі "Super Kids", українська модель, переможниця Гран-Прі всеукраїнського конкурсу «Міні Міс та Містер України-2018», Little Miss & Mister United World Talant 2018 (Greece [Архівовано 15 червня 2020 у Wayback Machine.]), обличчя обкладинки журналу "Super Kids 2019", володарка Оскару в номінації "Найкраща акторка" 130 сезону короткометражного фільму "Bayki", 
Лауреат премії "Діти -гордість України 2018, 2019", золотий призер міжнародних змагань серед танцювальних колективів "Golden Fleese 2018, 2019" (Грузія), найкраща танцюристка Swaychiki 2018 (юніори), ведуча на таких заходах як: благодійний захід для талановитих дітей сиріт "Щасливі долоні 2019" у Національній Опері України, "Діти -гордість України 2019", Міні міс Схід 2019, Міні міс Харків 2019, Міні Міс Суми 2019, "Fashion Kids of Ukraine 2019" (разом із легендарним ведучим Тімуром Мірошниченко)

## Біографія
Іванна Клєцова народилася у 2007 році у місті Суми. На своїй сторінці у соціальній мережі ВКонтакте вона зазначила, що народилася 5 лютого 2007 року.
З 2013 року навчається у Сумській спеціалізованій школі I—III ступенів № 17.
У вільний час займається в ансамблі сучасного бального танцю «SWAYchiki» — дитячому відділенні танцювальної школи SWAY при Сумському національному аграрному університеті.

## Кар'єра міні-моделі
Перемога у 2017 році на міжнародному конкурсі «Міні-міс світу» своєї знайомої Агнії Ткаченко із Сум надихнули Іванну на участь у конкурсі «Міні-міс Суми», який вона виграла.

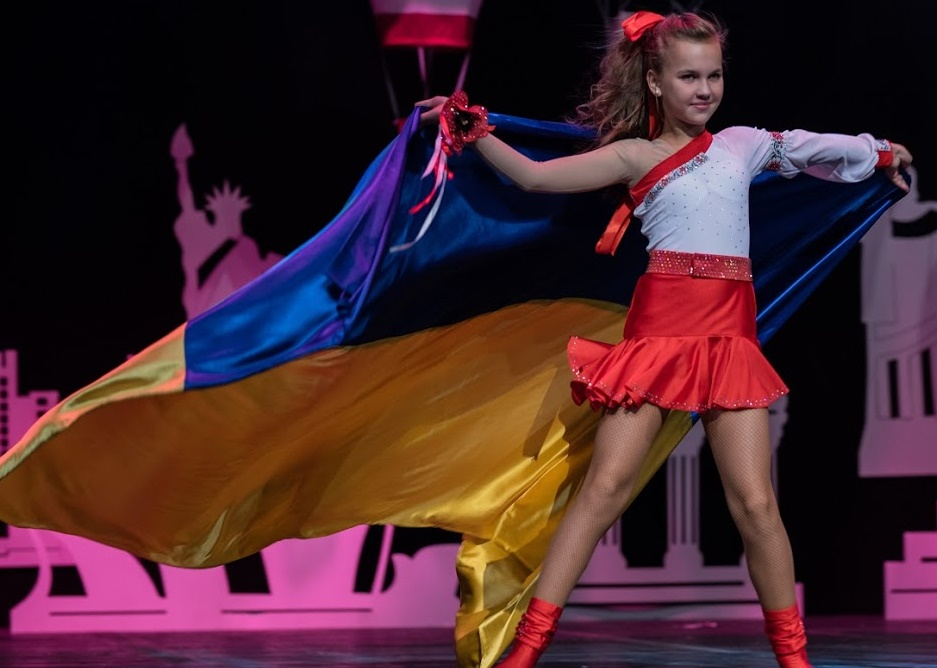
На світовому конкурсі Little Miss & Mister United World 2018, під час вистави з прапором України

15 червня 2018 року Іванна Клецова здобула Гран-прі XX арт-фестивалю «Міні Міс та Містер України — 2018» і золоту корону. Дівчина стала кращою серед 22 учасниць з різних регіонів України.
|  | «Дуже сподобалося те, що на конкурсі оцінювали не тільки красу, але в першу чергу вміння спілкуватися, харизму, таланти, — згадувала мама Іванки Наталія. — Одним з найважливіших завдань, за яке можна було відразу отримати до 40 балів, був конкурс соціальних проектів «Як би ти хотіла змінити світ?» Дівчата повинні були самостійно записати відеоролик довжиною суворо в одну хвилину, а на конкурсі озвучувати, прокоментувати його і відповісти на питання. Проект Іванки називався «Щоденник добрих справ», і головною його метою було показати, що добрі справи не повинні бути одиночним вчинком, це великий комплекс, починаючи з допомоги і турботи про членів своєї сім'ї і закінчуючи турботою про тварин. У нас вдома живе тварина-інвалід, яку ми підібрали, і Іванка запропонувала всім, хто може, брати саме таких тварин. Адже якщо кіт чи собака красиві, породисті, вони всім подобаються. А за твариною-інвалідом потрібен особливий догляд, і беруть їх дуже неохоче. Судді задавали їй багато запитань. |

 Цей проект був відзначений журі й увійшов до п'ятірки найкращих.
На початку жовтня 2018 року Іванна Клєцова представляла Україну на конкурсі «Міні-Міс світу-2018», що проходив у грецькому місті Салоніки. Вона здобула титул «Міні-Міс світу-талант 2018».

## Родина
- Батько: Андрій Клєцов ветеринарний лікар, клініки "ВетДопомога" (нар. 1981);
- Мати: Наталія Клєцова  PhD, канд. экон. наук, доцентка (нар. 1983);